# Mimi Lorenzini
Marius „Mimi“ Lorenzini (* 24. September 1949 in La-Seyne-sur-Mer; † 12. Dezember 2014 in Montfermeil) war ein französischer Gitarrist in den Bereichen Progressive Rock, Jazz und Fusion.

## Leben und Wirken
Lorenzini begann seine Musikerkarriere in den 1960er-Jahren und spielte zunächst in verschiedenen musikalischen Kontexten wie Jazz (u. a. mit Barney Wilen und René Urtreger), Variété und Chanson; u. a. als Begleitmusiker von France Gall, Jacques Dutronc und Claude François. 1969 war er Mitbegründer der Progressive-Rock-Formation Triangle, in der auch François Jeanneau spielte und mit der er drei Alben für Pathé aufnahm. In den folgenden Jahren betätigte er sich im Jazz und der improvisierten Musik, vorwiegend in Zusammenarbeit mit Jean-François Jenny-Clark.
Ab den 1980er-Jahren spielte Lorenzini mehrere Alben unter eigenem Namen ein und nahm auch u. a. mit Didier Malherbe, Jean-Marc Padovani und François Tusques (Blue Phedre, 1996) auf. Ab 2005 arbeitete er in der Musikervereinigung MusiSeine, die von Françoise Toullec geleitet wurde, und in der Formation Géométrie Variable. Im Bereich des Jazz war er zwischen 1968 und 2003 an 13 Aufnahmesessions beteiligt. Zuletzt lebte er in Marcilly-sur-Seine. Er starb an den Folgen eines Herzinfarktes.

## Diskographische Hinweise
- Orchestra II (Paris Album, 1983), mit Ann Ballester, Sophia Domancich
- Trio(s) (Musea, 1987), mit Jean-Luc Ponthieux, Philippe Lacarriere, Nenê
- Orchestra V (Musea, 1988), mit Didier Malherbe, Ann Ballester, Emmanuel Binet, Tatau Caetano
- Le Diable Bleu (CC, 1993), mit Ann Ballester, Jean-Luc Ponthieux
- Question de Temps (Musea, 1997), mit Ann Ballester, Jean-Luc Ponthieux
- Ni Plus Ni Moins (Gazul, 2003), mit Francoise Toullec, Jean-Luc Debattice